# Jessica Vall
Jessica Vall Montero (* 22. November 1988 in Barcelona) ist eine spanische Schwimmsportlerin, spezialisiert auf die Lage Brust.

## Sportliche Karriere
Jessica Vall hatte bereits 2011 an der Universität Pompeu Fabra in Biomedizin graduiert. Ihre internationale Schwimmkarriere begann erst danach.

### Die Jahre bis zur ersten Olympiateilnahme 2016
Zum ersten Mal machte Vall Montero international bei den Mittelmeerspielen 2013 im türkischen Mersin auf sich aufmerksam, als sie die 200 Meter Brust gewann. Zudem holte sie Silber auf der 100-Meter-Distanz und mit der spanischen 4-mal-100-Meter-Lagenstaffel.
Bei den Schwimmeuropameisterschaften 2014 in Berlin gewann sie auf der langen Bruststrecke in 2:24,08 Minuten Bronze hinter der in EM-Bestzeit siegenden Dänin Rikke Møller Pedersen (2:19,84) und der Britin Molly Renshaw (2:23,28).
Zu ihrer eigenen Überraschung kam sie in derselben Disziplin auch bei den Schwimmweltmeisterschaften 2015 im russischen Kasan in 2:22,76 Minuten zu Bronze auf die Hundertstelsekunde zeitgleich mit Rikke Møller Pedersen und der Chinesin Shi Jinglin – Gold holte die Japanerin Kanako Watanabe (2:21,15) vor der US-Amerikanerin Micah Lawrence (2:22,44). Dabei hatte Vall nach den ersten drei 50-Meter-Teilstrecken (32,93, 36,66, 37,60 Sekunden) noch an achter und letzter Stelle gelegen, legte die letzte Bahn aber in 35,57 Sekunden zurück und kam so auch noch zu einem neuen spanischen Rekord. Als sie sich an der letzten Wende alleine hinten sah, hatte sie sich gesagt: „Bist aber weit zurück ... Nu gib mal alles auf den letzten 50.“
Jessica Vall widmete die Medaille ihrem Ehemann, der noch kurz zuvor wegen einer schweren Erkrankung bei dem Vater von Mannschaftskollegin Ona Carbonell in Behandlung war.
Bei den Europameisterschaften 2016 in London erschwamm Vall über 200 Meter Rücken die Silbermedaille hinter Rikke Møller Pedersen. Im August bei den Olympischen Spielen in Rio de Janeiro erreichte Vall sowohl über 100 Meter Brust als auch über 200 Meter Brust das Halbfinale und schied dann aus.

### Die Jahre bis zur zweiten Olympiateilnahme 2021
Im Juli 2017 bei den Weltmeisterschaften in Budapest erreichte Vall über 100 Meter Brust als Siebte das Ziel, über 200 Meter Brust schwamm sie auf den achten Platz. Ende des Jahres bei den Kurzbahneuropameisterschaften in Kopenhagen wurde Vall über 100 Meter Brust Dritte hinter der Litauerin Rūta Meilutytė und der Finnin Jenna Laukkanen. Über 200 Meter Brust gewann Vall den Europameistertitel mit über einer Sekunde Vorsprung vor Rikke Møller Pedersen.
Im Juni 2018 war Spanien Gastgeberland der Mittelmeerspiele in Tarragona. Vall wurde Dritte über 50 Meter Brust. Über 100 und 200 Meter Brust gewann sie jeweils vor ihrer Landsfrau Marina García Urzainqui. Zusätzlich wurde sie Zweite mit der Lagenstaffel. Anfang August fanden die Europameisterschaften in Glasgow statt. Über 100 Meter Brust wurde Vall Vierte mit 0,44 Sekunden Rückstand auf die drittplatzierte Italienerin Arianna Castiglioni. Über 200 Meter Brust siegte die Russin Julija Jefimowa mit 1,7 Sekunden Vorsprung vor Jessica Vall, die ihrerseits 0,4 Sekunden vor Molly Renshaw anschlug. Ende des Jahres bei den Kurzbahnweltmeisterschaften in Hangzhou erreichte Vall den fünften Platz über 200 Meter Brust.
2019 schied Jessica Vall bei den Weltmeisterschaften in Gwangju sowohl über 100 Meter Brust als auch über 200 Meter Brust im Halbfinale aus. Wegen der COVID-19-Pandemie wurden die meisten der für 2020 geplanten Meisterschaften auf 2021 verschoben.
2021 trat Jessica Vall bei vier internationalen Meisterschaften an. Im Mai bei den Europameisterschaften in Budapest wurde sie Achte über 200 Meter Brust. Ebenfalls Achte wurde sie mit der 4-mal-100-Meter-Mixed-Lagenstaffel. Bei den Olympischen Spielen in Tokio schied Vall über 100 Meter Brust als 18. im Vorlauf aus. Über 200 Meter Brust erreichte sie das Halbfinale und schwamm dort die 13. Zeit. Die spanische 4-mal-100-Meter-Lagenstaffel mit África Zamorano, Jessica Vall, Mireia Belmonte und Lidón Muñoz schwamm die 16. Zeit von 16. Staffeln. Anfang November bei den Kurzbahneuropameisterschaften in Kasan erreichte Jessica Vall nur über 200 Meter Brust das Finale und schlug als Sechste an. Sechs Wochen später wurden die Kurzbahnweltmeisterschaften in Abu Dhabi ausgetragen. Über 100 Meter Brust schied Vall im Halbfinale als 15. aus.

### Die Jahre bis zur dritten Olympiateilnahme 2024
2022 trat Jessica Vall bei den Weltmeisterschaften in Budapest auf allen drei Bruststrecken an und schied jeweils im Vorlauf aus. Über 200 Meter Brust fehlten ihr als 17. nur 0,14 Sekunden für das Halbfinale. Sechs Wochen später bei den Europameisterschaften in Rom erreichte sie das Finale über 200 Meter Freistil und belegte den achten Platz. Über 100 Meter Brust war sie zuvor als Zehnte im Halbfinale nicht weiter gekommen.
2023 war es für Vall bei den Weltmeisterschaften in Fukuoka bei allen drei Starts im Vorlauf vorbei.
Bei den Olympischen Spielen 2024 in Paris schied Jessica Vall über 100 Meter Brust als 27. unter 37 Teilnehmerinnen im Vorlauf aus. Über 200 Meter Brust erreichte sie das Halbfinale und schwamm dann die 16. Zeit.